# دارلین کانلی
دارلین کانلی (انگلیسی: Darlene Conley; ۱۸ ژوئیهٔ ۱۹۳۴ – ۱۴ ژانویهٔ ۲۰۰۷) یک هنرپیشه اهل ایالات متحده آمریکا بود. وی بین سال‌های ۱۹۶۳ تا ۲۰۰۶ میلادی فعالیت می‌کرد.
از فیلم‌ها یا برنامه‌های تلویزیونی که وی در آن نقش داشته‌است می‌توان به چهره‌ها، جسور و زیبا و روزهای زندگی ما اشاره کرد.